# Hartshill
Hartshill är en ort och civil parish i Storbritannien.   Den ligger i grevskapet Warwickshire och riksdelen England, i den södra delen av landet, 150 km nordväst om huvudstaden London. Hartshill ligger 127 meter över havet och antalet invånare är 12 479.
Terrängen runt Hartshill är platt.Runt Hartshill är det mycket tätbefolkat, med 1 573 invånare per kvadratkilometer. Närmaste större samhälle är Coventry, 15,7 km söder om Hartshill. Trakten runt Hartshill består till största delen av jordbruksmark.